# کروشوفو، استان بورگاس
کروشوفو (به بلغاری: Krushovo) روستایی در بلغارستان است که در استان بورگاس واقع شده‌است.